# UEFA Champions League 2026/27
Die UEFA Champions League 2026/27 ist die 35. Spielzeit des höchsten europäischen Wettbewerbs für Vereinsmannschaften im Fußball unter dieser Bezeichnung und die 72. insgesamt.
Das Finale soll am 5. Juni 2027 ausgetragen werden. Der Sieger der UEFA Champions League 2026/27 ist automatisch für die Ligaphase der UEFA Champions League 2027/28 qualifiziert und soll dann auch an einem reformierten UEFA Super Cup teilnehmen.
Das Finale sollte eigentlich im San Siro in Mailand stattfinden. Die Ausrichtung des Finales wurde aber am 24. September 2024 wieder entzogen. Diese Entscheidung wurde getroffen, weil die Stadt Mailand nicht garantieren konnte, dass die Renovierungsarbeiten das Stadion und seine Umgebung während des Finales nicht beeinträchtigen würden. Folglich wurde das Bewerbungsverfahren neu eröffnet. Das Finale wird nun entweder im Nationalstadion in Baku oder im Estadio Metropolitano in Madrid ausgetragen werden.
Das Reglement leitet sich aus dem Rahmenplan für 2024–27 ab und wird damit weitestgehend der Vorsaison entsprechen.

## Termine
| Phase               | Runde                  | Auslosung    | Hinspiel | Rückspiel |
| ------------------- | ---------------------- | ------------ | -------- | --------- |
| Qualifikationsphase | 1. Qualifikationsphase |              |          |           |
| Qualifikationsphase | 2. Qualifikationsphase |              |          |           |
| Qualifikationsphase | 3. Qualifikationsphase |              |          |           |
| Playoffs            | Playoff-Runde          |              |          |           |
| Ligaphase           | 1. Spieltag            |              |          |           |
| Ligaphase           | 2. Spieltag            |              |          |           |
| Ligaphase           | 3. Spieltag            |              |          |           |
| Ligaphase           | 4. Spieltag            |              |          |           |
| Ligaphase           | 5. Spieltag            |              |          |           |
| Ligaphase           | 6. Spieltag            |              |          |           |
| Ligaphase           | 7. Spieltag            |              |          |           |
| Ligaphase           | 8. Spieltag            |              |          |           |
| K.-o. Phase         | K.-o.- Runden-Playoffs |              |          |           |
| K.-o. Phase         | Achtelfinale           |              |          |           |
| K.-o. Phase         | Viertelfinale          |              |          |           |
| K.-o. Phase         | Halbfinale             |              |          |           |
| K.-o. Phase         | Finale                 | 5. Juni 2027 |          |           |

## Zugangsliste für die UEFA Champions League 2026/27
29 der 36 Mannschaften, die in der Ligaphase antreten, sind direkt für diese qualifiziert. Die restlichen 7 Startplätze werden unter insgesamt Mannschaften in drei Qualifikations- und einer Play-off-Runde ausgespielt. Zusätzlich zu den Startplätzen, die sich anhand der UEFA-Fünfjahreswertung ergeben, erhalten die beiden besten Verbände der vergangenen Saison, England und Spanien, je einen weiteren Startplatz. Wie zuvor sind darüber hinaus die aktuellen Titelträger der Champions- und der Europa League qualifiziert.
| Rang | Verband                 | Koeff.  | Ligaphase            | PO (1) | Q3 | Q2     | Q1     |
| ---- | ----------------------- | ------- | -------------------- | ------ | -- | ------ | ------ |
| 1    | England                 | 115,196 | M (1) / 2. / 3. / 4. |        |    |        |        |
| 2    | Italien                 | 097,231 | M / 2. / 3. / 4.     |        |    |        |        |
| 3    | Spanien                 | 094,453 | M / 2. / 3. / 4.     |        |    |        |        |
| 4    | Deutschland             | 086,331 | M / 2. / 3. / 4.     |        |    |        |        |
| 5    | Frankreich              | 073,093 | M / 2. / 3.          |        | 4. |        |        |
| 6    | Niederlande             | 067,150 | M / 2.               |        | 3. |        |        |
| 7    | Portugal                | 062,266 | M                    |        | 2. |        |        |
| 8    | Belgien                 | 056,850 | M                    |        | 2. |        |        |
| 9    | Tschechien              | 044,100 | M                    |        | 2. |        |        |
| 10   | Türkei                  | 043,900 | M                    |        |    | 2.     |        |
| 11   | Norwegen                | 039,687 |                      | M      |    | 2.     |        |
| 12   | Griechenland            | 039,312 |                      | M      |    | 2.     |        |
| 13   | Österreich              | 036,450 |                      | M      |    | 2.     |        |
| 14   | Schottland              | 035,550 |                      | M      |    | 2.     |        |
| 15   | Polen                   | 035,000 |                      |        |    | M / 2. |        |
| 16   | Dänemark                | 033,981 |                      |        |    | M      |        |
| 17   | Schweiz                 | 033,625 |                      |        |    | M      |        |
| 18   | Israel                  | 031,625 |                      |        |    | M      |        |
| 19   | Zypern                  | 027,537 |                      |        |    | M      |        |
| 20   | Schweden                | 027,125 |                      |        |    | M      |        |
| 21   | Kroatien                | 027,025 |                      |        |    | M      |        |
| 22   | Serbien                 | 025,500 |                      |        |    |        | M      |
| 23   | Ukraine                 | 024,400 |                      |        |    |        | M      |
| 24   | Ungarn                  | 024,000 |                      |        |    |        | M      |
| 26   | Rumänien                | 023,250 |                      |        |    |        | M      |
| 26   | Russland                | 022,632 |                      |        |    |        | M      |
| 27   | Slowakei                | 021,250 |                      |        |    |        | M      |
| 28   | Slowenien               | 020,343 |                      |        |    |        | M      |
| 29   | Bulgarien               | 019,875 |                      |        |    |        | M      |
| 30   | Aserbaidschan           | 019,625 |                      |        |    |        | M      |
| 31   | Irland                  | 014,968 |                      |        |    |        | M      |
| 32   | Moldau                  | 014,500 |                      |        |    |        | M      |
| 33   | Island                  | 013,520 |                      |        |    |        | M      |
| 34   | Bosnien und Herzegowina | 013,031 |                      |        |    |        | M      |
| 35   | Armenien                | 012,250 |                      |        |    |        | M      |
| 36   | Lettland                | 012,250 |                      |        |    |        | M      |
| 37   | Kosovo                  | 012,041 |                      |        |    |        | M      |
| 38   | Finnland                | 011,750 |                      |        |    |        | M      |
| 39   | Kasachstan              | 011,125 |                      |        |    |        | M      |
| 40   | Färöer                  | 010,750 |                      |        |    |        | M      |
| 41   | Malta                   | 008,500 |                      |        |    |        | M      |
| 42   | Nordirland              | 008,333 |                      |        |    |        | M      |
| 43   | Litauen                 | 008,250 |                      |        |    |        | M      |
| 44   | Liechtenstein           | 008,000 |                      |        |    |        | 0– (2) |
| 45   | Estland                 | 007,957 |                      |        |    |        | M      |
| 46   | Albanien                | 007,875 |                      |        |    |        | M      |
| 47   | Montenegro              | 007,208 |                      |        |    |        | M      |
| 48   | Luxemburg               | 006,875 |                      |        |    |        | M      |
| 49   | Wales                   | 006,791 |                      |        |    |        | M      |
| 50   | Georgien                | 006,625 |                      |        |    |        | M      |
| 51   | Nordmazedonien          | 006,166 |                      |        |    |        | M      |
| 52   | Belarus                 | 006,000 |                      |        |    |        | M      |
| 53   | Andorra                 | 005,498 |                      |        |    |        | M      |
| 54   | Gibraltar               | 005,457 |                      |        |    |        | M      |
| 55   | San Marino              | 002,498 |                      |        |    |        | M      |

## Qualifikation
Die Einteilung in die einzelnen Qualifikationsrunden bestimmt sich nach der Zugangsliste der UEFA. Die Reihenfolge der Verbände bestimmt sich hierbei nach den Verbandskoeffizienten der UEFA-Fünfjahreswertung 2024/2025. Falls sich die für die Champions League qualifizierten Titelverteidiger des Vorjahres bereits über die nationalen Wettbewerbe qualifiziert haben, kommt es zu nachträglichen Verschiebungen in der veröffentlichten Zugangsliste.
Gesetzt sind die Teams mit dem höheren Klub-Koeffizienten der UEFA-Fünfjahreswertung 2024/25. Bei gleichem Klub-Koeffizienten ('KK') bestimmt sich die Reihenfolge nach den von den Teams erzielten Wertungspunkten der Vorsaison bzw. der weiteren Vorjahre. Soweit zum Zeitpunkt der Auslosung der jeweiligen Qualifikationsrunde die vorhergehende Runde noch nicht abgeschlossen ist, wird für die Setzliste der höhere Wert der beiden Teams der jeweils ausstehenden Spielpaarungen angesetzt.

### 1. Qualifikationsrunde
An der 1. Qualifikationsrunde sollen 32 Teams teilnehmen:
- Meister der SuperLiga 2025/26
- Meister der Premjer-Liha 2025/26
- Meister der Nemzeti Bajnoksag 2025/26
- Meister der Liga 1 2025/26
- Meister der Premjer-Liga 2025/26 1
- Meister der Niké liga 2025/26
- Meister der Slovenska Nogometna Liga 2025/26
- Meister der Parwa liga 2025/26
- Meister der Premyer Liqası 2025/26
- Meister der League of Ireland 2025
- Meister der Super Liga 2025/26
- Meister der Besta deild 2025
- Meister der Premijer Liga 2025/26
- Meister der Bardsragujn chumb 2025/26
- Meister der Virslīga 2025
- Meister der Kosovo Superliga 2025/26
- Meister der Veikkausliiga 2025
- Meister der Premjer-Liga 2025/26
- Meister der Betrideildin 2025
- Meister der Maltese Premier League 2025/26
- Meister der NIFL Premiership 2025/26
- Meister der A lyga 2025
- Meister der Meistriliiga 2025
- Meister der Kategoria Superiore 2025/26
- Meister der Prva Crnogorska Liga 2025/26
- Meister der BGL Ligue 2025/26
- Meister der Cymru Premier 2025/26
- Meister der Erovnuli Liga 2026
- Meister der Prva Makedonska Liga 2025/26
- Meister der Wyschejschaja Liha 2025
- Meister der Primera Divisió 2025/26
- Meister der Gibraltar National League 2025/26
- Meister der Campionato Sammarinese di Calcio 2025/26

### 2. Qualifikationsrunde
Insgesamt spielen 30 Teams in der 2. Qualifikationsrunde. Ab dieser Runde werden sie in zwei Wege unterteilt, für die Meister der jeweiligen Ligen den Champions-Weg und für alle anderen den Platzierungsweg:
Champions-Weg
Am Champions-Weg nehmen die 16 Sieger der vorherigen Runde sowie die Meister der Verbände auf Platz 15 bis 22 teil.
- Meister der Ekstraklasa 2025/26
- Meister der Dänischen Superliga 2025/26
- Meister der Super League 2025/26
- Meister der Ligat ha’Al 2025/26
- Meister der First Division 2025/26
- Meister der Fotbollsallsvenskan 2024
- Meister der 1. HNL 2025/26
- 16 Gewinner der 1. Qualifikationsrunde

Platzierungsweg
Am Platzierungsweg der 2. Runde nehmen die Zweitplatzierten der Verbände auf den Plätzen 10 bis 15 der Rangliste teil.
- Zweiter der Süper Lig 2025/26
- Zweiter der Eliteserien 2025
- Zweiter der Super League 2025/26
- Zweiter der Österreichischen Fußballmeisterschaft 2025/26
- Zweiter der Scottish Premiership 2025/26
- Zweiter der Ekstraklasa 2025/26

Die Sieger der Begegnungen kommen in die dritte Qualifikationsrunde ihres jeweiligen Weges.

### 3. Qualifikationsrunde
Insgesamt spielen 20 Teams in der 3. Qualifikationsrunde. Sie werden weiterhin in zwei Wege unterteilt.
Champions-Weg
Am Champions-Weg nehmen die 12 Sieger der vorherigen Runde teil.
Platzierungsweg
Am Platzierungsweg der 3. Runde nehmen die drei Sieger des Platzierungswegs der vorherigen Runde, die Zweitplatzierten der Verbände auf den Plätzen 7 bis 9 der Rangliste, der Drittplatzierte des Verbands auf Platz 6 sowie der Viertplatzierte des Verbands auf Platz 5 teil.
- Vierter der Ligue 1 2025/26
- Dritter der Eredivisie 2025/26
- Zweiter der Primeira Liga 2025/26
- Zweiter der Division 1A 2025/26
- Zweiter der Chance  Liga 2025/26
- 3 Sieger der zweiten Qualifikationsrunde (Platzierungsweg)

Die Sieger der Begegnungen kommen in die Play-off Runde der Champions League, während die Verlierer des Platzierungsweges in die Ligaphase der UEFA Europa League 2024/25 und die Verlierer des Champions-Weges zu der Play-off Runde der Europa League wechseln.

### Play-off Runde
Insgesamt spielen 14 Teams in der Play-off Runde. Sie werden weiterhin in zwei Wege unterteilt:
- Champions-Weg (10 Teams): 4 Meister, die in dieser Runde einsteigen und 6 Gewinner der 3. Qualifikationsrunde (Champions-Pfad)
- Platzierungsweg (4 Teams): 4 Gewinner der 3. Qualifikationsrunde

Champions-Weg
- Meister der Eliteserien 2025
- Meister der Super League 2025/26
- Meister der Österreichische Fußball-Meisterschaft 2025/26
- Meister der Scottish Premiership 2025/26
- 6 Gewinner der 3. Qualifikationsrunde (Champions-Pfad)

Platzierungsweg
- 4 Gewinner der 3. Qualifikationsrunde (Liga-Pfad)

Die Sieger der Begegnungen kommen in die Ligaphase dieser Champions League, während die Verlierer in die Ligaphase der UEFA Europa League 2024/25 kommen werden.

## Ligaphase
Qualifizierte Teams
Die 36 teilnehmenden Mannschaften bilden, wie seit der Saison 2024/25 eingeführt, eine gemeinsame Liga mit insgesamt acht Spieltagen. Jede Mannschaft bestreitet vier Heim- und vier Auswärtsspiele.
An der Ligaphase nehmen vier Mannschaften der Verbände auf den Plätzen 1 bis 4 der Rangliste, drei des Verbandes auf Platz 5, die Meister der Verbände auf den Plätzen 7–10, der Champions League und der Europa League Sieger (bzw. deren Nachrücker aus der Qualifikation), fünf Sieger des Champions-Wegs und zwei Sieger des Platzierungswegs. Darüber hinaus noch jeweils ein Vertreter der zwei Verbände, die in der letzten Saison den höchsten UEFA-Verbandskoeffizienten erreicht haben.
Die Gegner werden mithilfe einer Auslosung ermittelt. Die 36 Mannschaften werden auf vier Töpfe mit je neun Mannschaften verteilt. Für die Aufteilung auf die Töpfe wird der UEFA-Klubkoeffizient herangezogen. Jeder Mannschaft werden aus jedem Topf zwei Gegner zugelost.
- Sieger der UEFA Champions League 2025/26
- Sieger der UEFA Europa League 2025/26
- Zusätzliches Team des Verbandes mit dem höchsten Koeffizienten
- Extra Mannschaft des Verbandes mit dem zweithöchsten Koeffizienten aus der Vorsaison
- Meister der Premier League 2025/26
- Zweiter der Premier League 2025/26
- Dritter der Premier League 2025/26
- Vierter der Premier League 2025/26
- Meister der Serie A 2025/26
- Zweiter der Serie A 2025/26
- Dritter der Serie A 2025/26
- Vierter der Serie A 2025/26
- Meister der Primeira Division (La Liga) 2025/26
- Zweiter der Primeira Division (La Liga) 2025/26
- Dritter der Primeira Division (La Liga) 2025/26
- Vierter der Primeira Division (La Liga) 2025/26
- Meister der Fußball-Bundesliga 2025/26
- Zweiter der Fußball-Bundesliga 2025/26
- Dritter der Fußball-Bundesliga 2025/26
- Vierter der Fußball-Bundesliga 2025/26
- Meister der Ligue 1 2025/26
- Zweiter der Ligue 1 2025/26
- Dritter der Ligue 1 2025/26
- Meister der Eredivisie 2025/26
- Zweiter der Eredivisie 2025/26
- Meister der Primeira Liga 2025/26
- Meister der Division 1A 2025/26
- Meister der Fortuna Liga 2025/26
- Meister der Süper Lig 2025/26
- 5 Gewinner aus dem Champions-Weg
- 2 Gewinner aus dem Platzierungsweg